# 1821 au Nouveau-Brunswick
Chronologie du Nouveau-Brunswick
- 1817
- 1818
- 1819
- 1820
- 1821
- 1822
- 1823
- 1824
- 1825

Cette page concerne des événements d'actualité qui se sont produits durant l'année 1821 dans la colonie du Nouveau-Brunswick.

## Événements
- 30 janvier : ouverture de la 8e législature du Nouveau-Brunswick (en).

## Naissances
- Francis Pym Harding, lieutenant-gouverneur du Nouveau-Brunswick.